# سعود الأنصاري
سعود الأنصاري، لاعب كرة قدم كويتي من مواليد 1992، و يلعب ضمن نادي القادسية الكويتي في مركز الظهير الأيسر.

## وصلات خارجية
- سعود الأنصاري على موقع قاعدة بيانات كرة القدم.إي يو (الإنجليزية)
- سعود الأنصاري على موقع Soccerway.com (الإنجليزية)

1. ↑  شنـو رايــكم بالاعب سعــود الأنصـاري (ربرتو كارلوس الكويت) تحت 16 .. - منتدى الجمهور القدساوي نسخة محفوظة 06 مارس 2016 على موقع واي باك مشين.